# Louis de Lorraine (1641–1718)

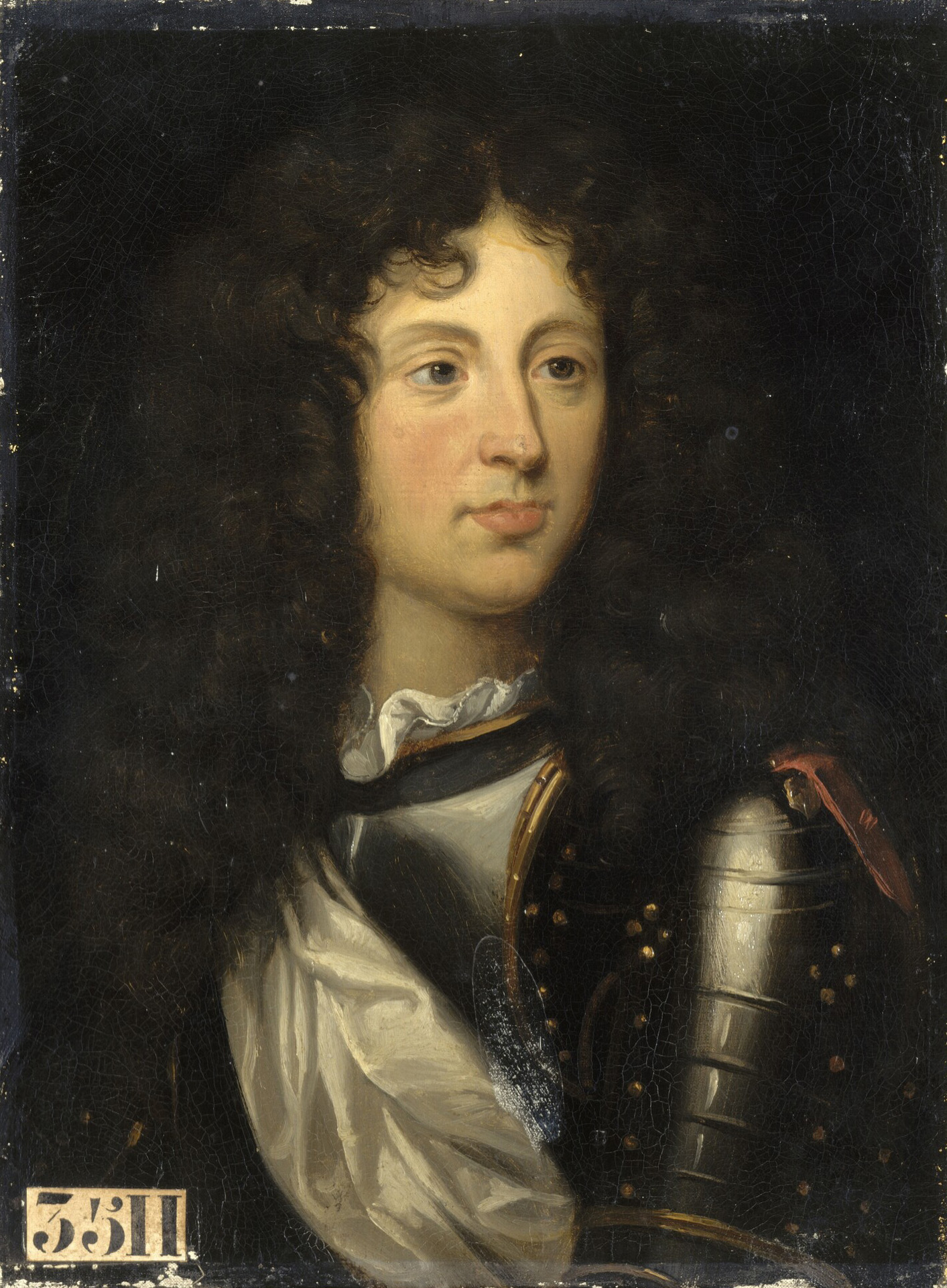
Louis de Lorraine, Comte d’Armagnac, Gemälde von Charles Alexandre Debacq, um 1840, Schloss Versailles

Louis de Lorraine (* 7. Dezember 1641 in Paris; † 13. Juni 1718 in der Abtei Royaumont), genannt Monsieur le Grand, war ein französischer Adliger aus der Line Harcourt des Hauses Guise.
Er war Comte d’Armagnac, de Charny et de Brionne, Vicomte de Marsan, Grand Écuyer de France, Ritter im Orden vom Heiligen Geist, Seneschall von Burgund, Gouverneur von Anjou.

## Leben
Louis de Lorraine ist der älteste Sohn von Henri de Lorraine, comte d’Harcourt et d’Armagnac († 1666), und seiner Frau Marguerite Philippe du Cambout († 1674). Sein jüngerer Bruder Philippe, genannt Chevalier de Lorraine, war der Günstling von Monsieur, Philippe I. de Bourbon, duc d’Orléans, dem jüngeren Bruder von Ludwig XIV.
Er war als Nachfolger seines Vaters Grand Écuyer de France (daher auch sein Beiname). Bei seinem Tod wurden das Amt und die Bezeichnung Monsieur le Grand von seinem Sohn übernommen.
Seine Ehefrau Catherine de Neufville war die jüngste Tochter von Nicolas de Neufville, duc de Villeroy, dem Gouverneur des jungen Ludwig XIV., sowie die Schwester von François de Neufville, duc de Villeroy, dem späteren Gouverneur Ludwigs XV.
Um 1676 ließ er in Paris das Hôtel d’Armagnac (auch Hôtel de Brionne genannt) errichten, das an den während der Pariser Kommune abgebrannten Tuilerien-Palast angrenzte.

Das Hôtel d’Armagnac und der Tuilerien-Palast
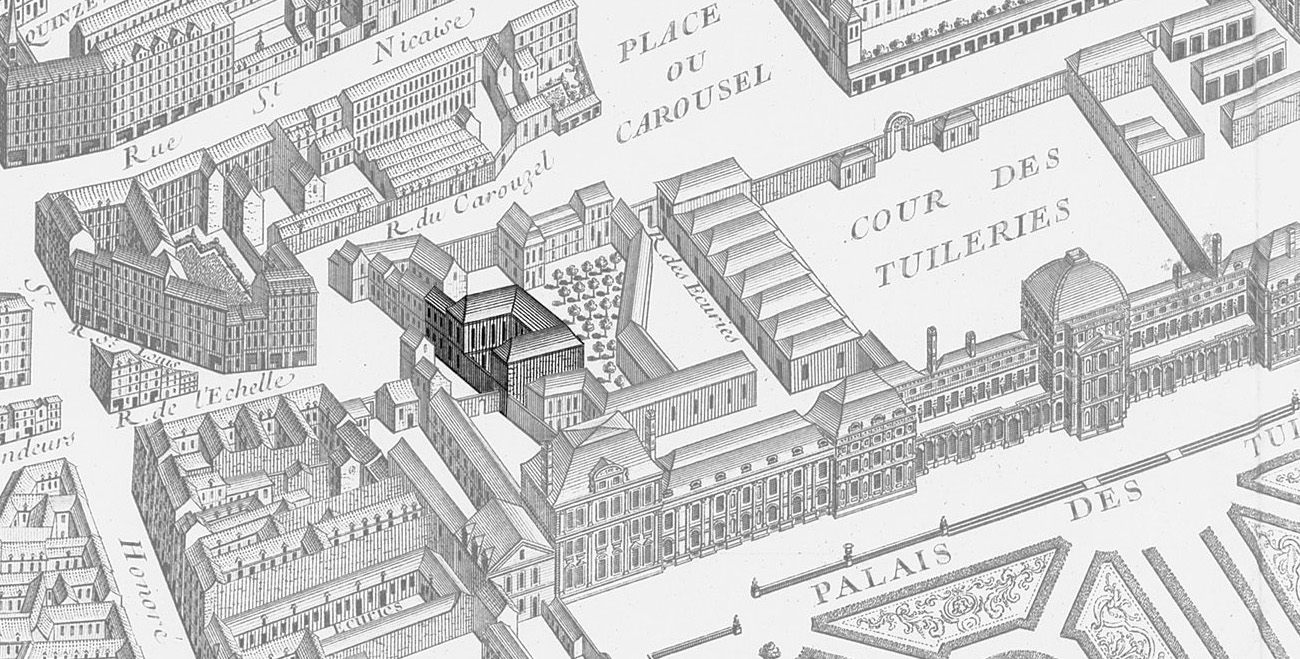
Das Hôtel d’Armagnac auf dem Plan de Turgot, links die Rue Saint-Honoré, rechts der Tuilerien-Palast
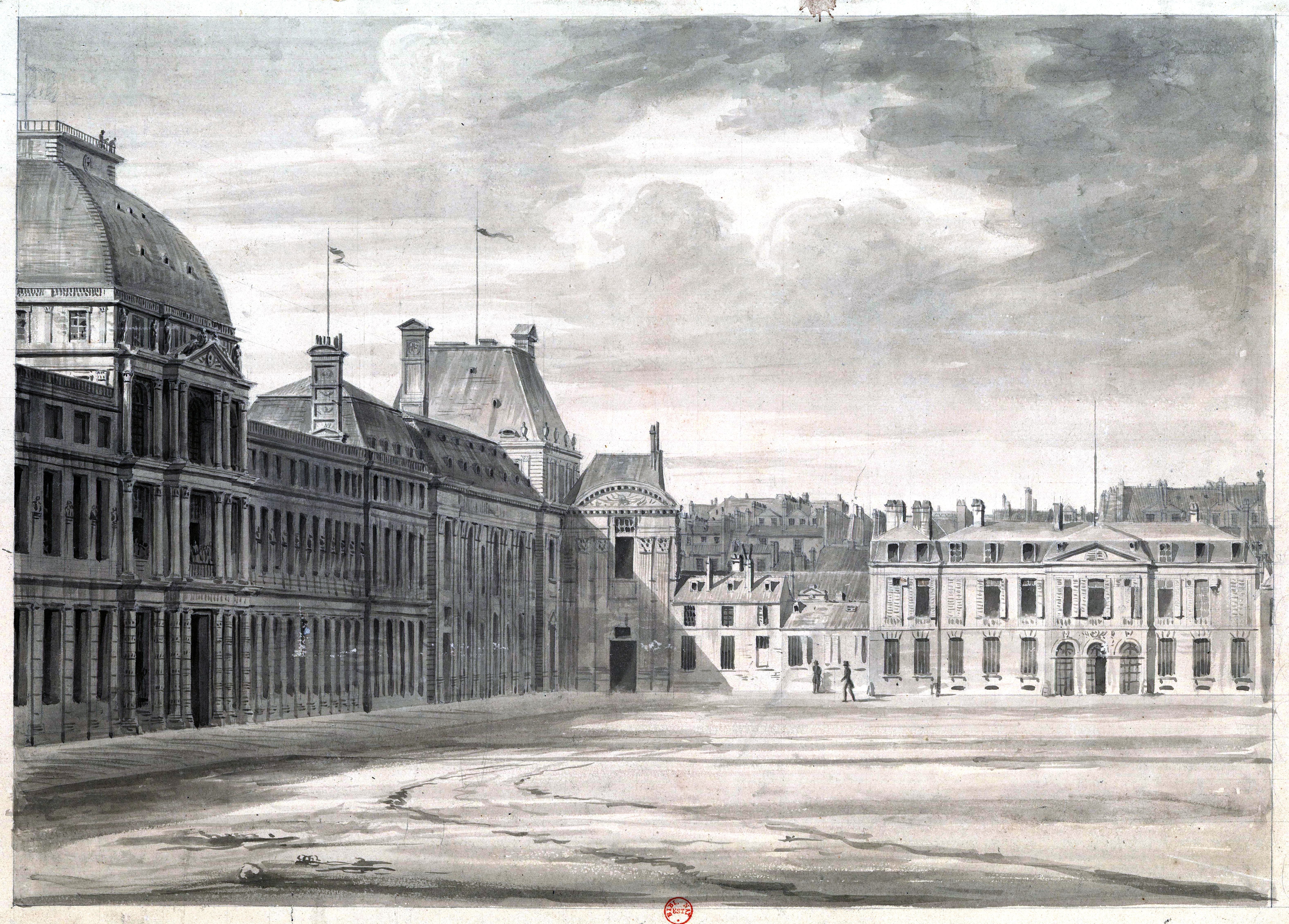
Der Tuilerien-Palast (links) und daran angrenzend das Hôtel d’Armagnac

Am 31. Dezember 1688 wurde er zum Ritter im Orden vom Heiligen Geist ernannt.
Am Ende seines Lebens hielt er sich häufig in der Abtei Royaumont auf, deren Abt sein Sohn war. Er starb dort und wurde dort beigesetzt.

Mitglieder der Familie des Comte d’Armagnac
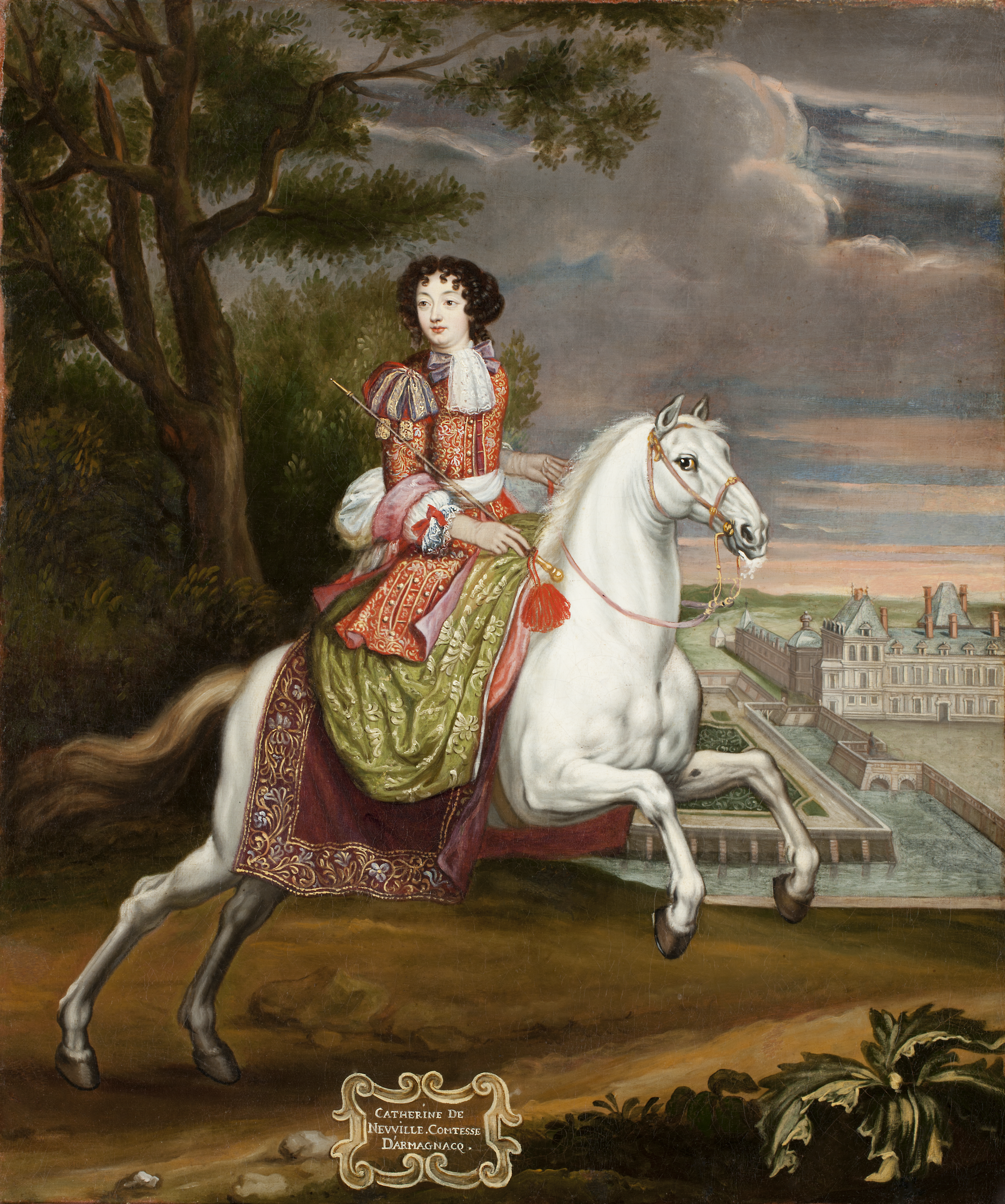
Reiterporträt von Catherine de Neufville, Comtesse d’Armagnac, um 1670
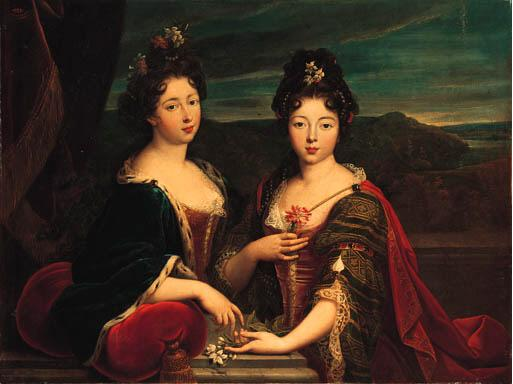
Zwei Töchter von Louis de Lorraine: die zukünftige Fürstin von Monaco und Mademoiselle d’Armagnac, von Nicolas Fouché

## Ehe und Nachkommen
Er heiratete am 7. Oktober 1660 in Paris Catherine de Neufville de Villeroy (* 1639; † 25. Dezember 1707 in Versailles), Tochter von Nicolas de Neufville, duc de Villeroy, Pair de France, Maréchal de France, und Madeleine de Créquy. Ihre Kinder waren:
- Henri (* 15. November 1661; † 3. April 1712), Comte de Brionne, Pair de France, 1677 Grand Écuyer de France (en survivance), Gouverneur von Anjou, bestattet Kapuzinerkonvent Paris; ⚭ 23. Dezember 1689 Marie Madeleine d’Éspinay, Marquise de Broons (* um 1662; † 12. Dezember 1714 in Paris), einzige Tochter von Louis, Marquis d’Éspinay-Duretal et de Broons, und Marie Françoise Cousin de Saint-Denis
- Marguerite (* 17. November 1662; † 15. Dezember 1730[2] in Lissabon), bestattet im Konvent von Xabregas; ⚭25. Juli 1675 in Versailles Nuno Álvares Pereira de Melo, 4. Marques de Ferreira, 1648 1. Duque de Cadaval, 5.Conde Tentugal (* 4. November 1638 in Évora; † 29. Januar 1727 in Lissabon), bestattet in Évora
- Françoise (* 28. Februar 1664; † klein)
- François Armand (* 13. Februar 1665 in Paris; † 9. Juni 1728[3] ebenda), genannt Chevalier de Lorraine, Abt von Royaumont, Les Châtelliers, Montiérender und Saint-Faron de Meaux, 5. November 1719 zum Bischof von Bayeux geweiht
- Camille (* 25. Oktober 1666 in Paris[4]; † 6. November 1715[5] in Nancy), genannt Prince Camille, Comte de Chamilly, Lieutenant-général des Armées du Roi, 1704 Großmarschall von Lothringen, bestattet in der Franziskanerkirche in Nancy
- Armande Ferdinande (* 8. Juli 1668[6]; † 1681)
- Isabelle (* 12. Juni 1671[7]; † klein)
- Philippe (* 29. Juni 1673; † 1677)
- Marie (* 12. August 1674; † 30. Oktober 1724 in Monaco); ⚭ 12. Juni 1688[8] Antonio I. Grimaldi (* 25. Januar 1661 in Paris; † 20. Februar 1731 in Monaco), 1701 Fürst von Monaco, 3. Duc de Valentinois, Pair de France
- Louis Alphonse Ignace (* 24. August 1675; X 24. August 1704 in der Schlacht bei Vélez-Málaga), genannt Bailli de Lorraine, Malteserordensritter
- Charlotte (* 6. Mai 1677[9]; † 21. Januar 1757 in Paris), genannt Mademoiselle d’Armagnac, Dame de Bois-Sainte-Marie, Comtesse de La Bazolle
- François Louis Anne Marie (* 29. September 1680[10]; † 19. Oktober 1712 in Monaco an den Pocken), genannt Abbé d’Armagnac, 1700 Abt von Montiérender, 1708 Abt von La Chaise Dieu
- Marguerite (* 20. Juli 1681[11]; † klein)
- Charles (* 22. Februar 1684[12]; † 29. Dezember 1751[13] in Paris), genannt Prince Charles, Comte d’Armagnac, 1718 Grand Écuyer de France, bestattet im Kapuzinerkonvent Paris an der Place Vendôme; ⚭22. Mai 1717[14] in Paris, geschieden 1721, Françoise Adélaïde de Noailles (* 1. September 1704; † 13. Januar 1776), Tochter von Adrien-Maurice de Noailles, Duc de Noailles, Pair de France, Maréchal de France, Ritter im Orden vom Goldenen Vlies (Nr. 625), und Françoise Charlotte d’Aubigné